# Подгорная улица (Санкт-Петербург)
Подго́рная улица — улица в Выборгском районе Санкт-Петербурга. Меридиональная улица в исторических районах Озерки и Поклонная гора. Параллельна Ушковской улице и Выборгскому шоссе. Нумерация домов с юга на север. Пересечения с другими улицами отсутствуют.

## История
Название улицы связано с Поклонной горой, ниже которой она находится, и известно с конца XIX века.

## Транспорт
Ближайшая к Подгорной улице станция метро — «Озерки» 2-й (Московско-Петроградской) линии (около 500 м по прямой от конца улицы).
Движение наземного общественного транспорта по улице отсутствует.
Ближайшая к Подгорной улице железнодорожная платформа — Озерки (около 850 м по прямой от конца улицы).

## Достопримечательности

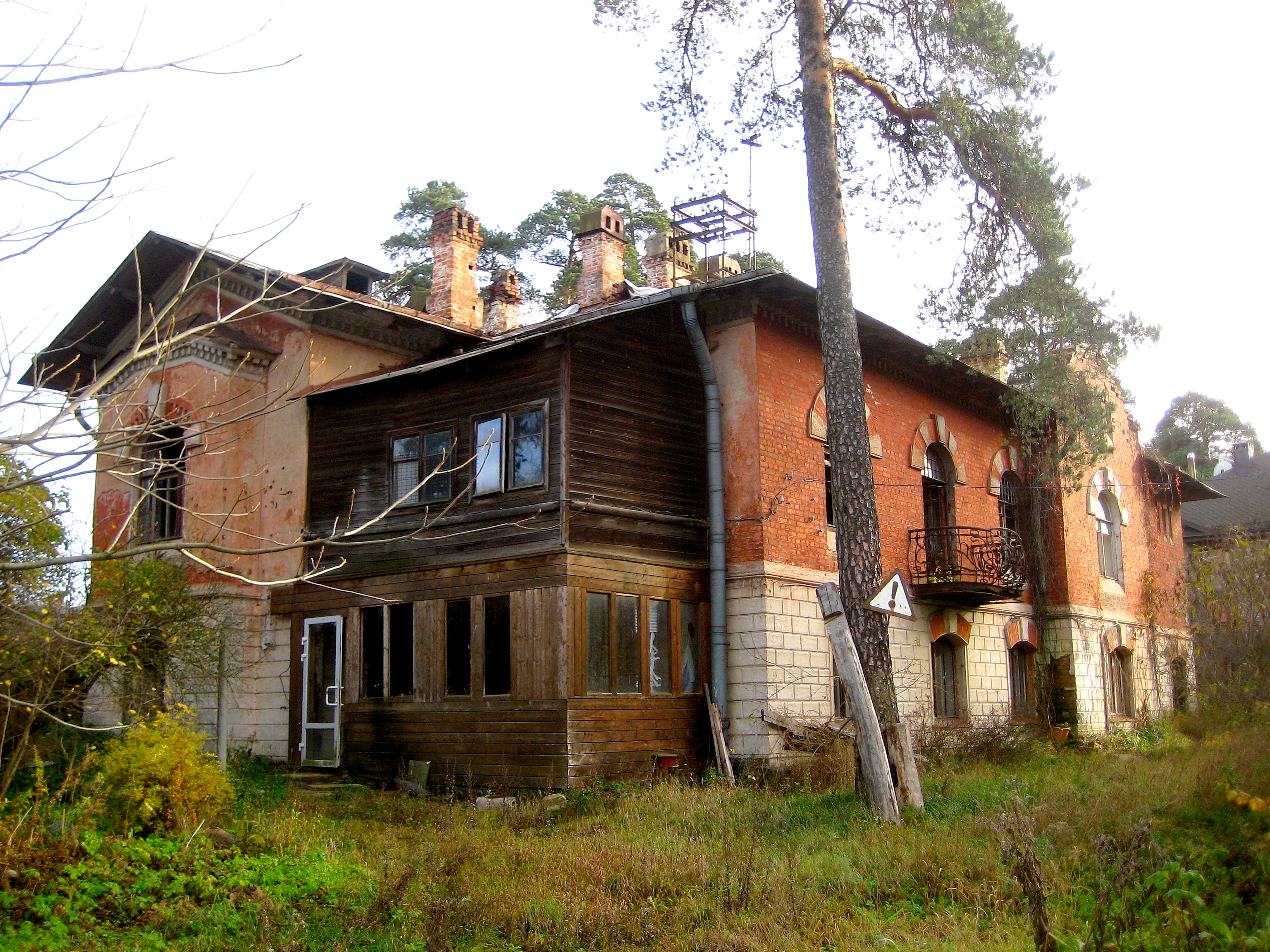
Дача-особняк — Ушковская, 3 / Подгорная, 6

- Верхнее Суздальское озеро (напротив конца улицы);
- Дача-особняк — Ушковская, 3 / Подгорная, 6. Годы постройки: 1900—1904, архитектор А. С. Тиханов. Выявленный памятник архитектуры. В 2019 году был расселён и выставлен на торги. В августе 2022 года сильно пострадал от пожара[3][4].